# If Only I Had My Mind on Something Else
If Only I Had My Mind on Something Else è un singolo dei Bee Gees pubblicato nel 1970 ed estratto dall'album Cucumber Castle.
Il brano è stato scritto da Barry Gibb e Maurice Gibb.

## Tracce
- 7"

1. If Only I Had My Mind on Something Else
2. Sweetheart

## Formazione
- Barry Gibb - voce, chitarra
- Maurice Gibb - basso, piano, chitarra
- Terry Cox - batteria